# Нильсен, Поуль
Нильс Поуль Нильсен (дат. Niels Poul Nielsen; 25 декабря 1891, Копенгаген — 9 августа 1962, Копенгаген) — датский футболист, нападающий. До 2010 года был единоличным рекордсменом национальной сборной Дании по количеству забитых голов — 52 (такое же количество голов забил Йон-Даль Томассон).

## Клубная карьера
Ребёнком Поуль прокрадывался на стадион, чтобы смотреть футбольные матчи, не заплатив, за что получил прозвище gratist (безбилетник), сокращенно Tist. Играть в футбол Нильсен начал в «КБ Копенгаген», где провёл всю свою профессиональную карьеру. За 20 лет в клубе Нильсен 6 раз становился чемпионом Дании.

## Карьера за сборную
Дебют за национальную сборную Дании состоялся 5 мая 1910 года в товарищеском матче против сборной Англии (2:1). Был включён в состав сборной на Летние Олимпийские игры 1912 в Стокгольме, где принял участие только в полуфинальном матче против сборной Нидерландов (также отметился забитым голом и помог команде выиграть со счётом 4:1). В финале датчане проиграли британцам со счётом 2:4 и взяли серебряные медали. Также Нильсен был включён в состав сборной на Летние Олимпийские игры 1920 в Антверпене. Всего за сборную он провёл 38 матчей и забил 52 гола.

### Голы за сборную
| #  | Дата             | Место                 | Соперник   | Счёт | Результат | Турнир                             |
| -- | ---------------- | --------------------- | ---------- | ---- | --------- | ---------------------------------- |
| 1  | 2 июля 1912      | Стокгольм, Швеция     | Нидерланды | 3:0  | 4:1       | Летние Олимпийские игры 1912       |
| 2  | 25 мая 1913      | Копенгаген, Дания     | Швеция     | 5:0  | 8:0       | Товарищеский матч                  |
| 3  | 5 октября 1913   | Стокгольм, Швеция     | Швеция     | 0:1  | 0:10      | Товарищеский матч                  |
| 4  | 5 октября 1913   | Стокгольм, Швеция     | Швеция     | 0:2  | 0:10      | Товарищеский матч                  |
| 5  | 5 октября 1913   | Стокгольм, Швеция     | Швеция     | 0:3  | 0:10      | Товарищеский матч                  |
| 6  | 5 октября 1913   | Стокгольм, Швеция     | Швеция     | 0:5  | 0:10      | Товарищеский матч                  |
| 7  | 5 октября 1913   | Стокгольм, Швеция     | Швеция     | 0:6  | 0:10      | Товарищеский матч                  |
| 8  | 5 октября 1913   | Стокгольм, Швеция     | Швеция     | 0:7  | 0:10      | Товарищеский матч                  |
| 9  | 26 октября 1913  | Гамбург, Германия     | Германия   | 0:1  | 1:4       | Товарищеский матч                  |
| 10 | 26 октября 1913  | Гамбург, Германия     | Германия   | 0:2  | 1:4       | Товарищеский матч                  |
| 11 | 26 октября 1913  | Гамбург, Германия     | Германия   | 0:3  | 1:4       | Товарищеский матч                  |
| 12 | 26 октября 1913  | Гамбург, Германия     | Германия   | 1:4  | 1:4       | Товарищеский матч                  |
| 13 | 17 мая 1914      | Копенгаген, Дания     | Нидерланды | 1:1  | 4:3       | Товарищеский матч                  |
| 14 | 17 мая 1914      | Копенгаген, Дания     | Нидерланды | 2:3  | 4:3       | Товарищеский матч                  |
| 15 | 17 мая 1914      | Копенгаген, Дания     | Нидерланды | 4:3  | 4:3       | Товарищеский матч                  |
| 16 | 5 июня 1914      | Копенгаген, Дания     | Англия     | 3:0  | 3:0       | Товарищеский матч                  |
| 17 | 6 июня 1915      | Копенгаген, Дания     | Швеция     | 2:0  | 2:0       | Товарищеский матч                  |
| 18 | 19 сентября 1915 | Копенгаген, Дания     | Норвегия   | 1:1  | 8:1       | Товарищеский матч                  |
| 19 | 19 сентября 1915 | Копенгаген, Дания     | Норвегия   | 3:1  | 8:1       | Товарищеский матч                  |
| 20 | 19 сентября 1915 | Копенгаген, Дания     | Норвегия   | 6:1  | 8:1       | Товарищеский матч                  |
| 21 | 31 октября 1915  | Стокгольм, Швеция     | Швеция     | 0:1  | 0:2       | Товарищеский матч                  |
| 22 | 4 июня 1916      | Копенгаген, Дания     | Швеция     | 1:0  | 2:0       | Товарищеский матч                  |
| 23 | 4 июня 1916      | Копенгаген, Дания     | Швеция     | 2:0  | 2:0       | Товарищеский матч                  |
| 24 | 15 октября 1916  | Копенгаген, Дания     | Норвегия   | 4:0  | 8:0       | Товарищеский матч                  |
| 25 | 15 октября 1916  | Копенгаген, Дания     | Норвегия   | 5:0  | 8:0       | Товарищеский матч                  |
| 26 | 15 октября 1916  | Копенгаген, Дания     | Норвегия   | 6:0  | 8:0       | Товарищеский матч                  |
| 27 | 15 октября 1916  | Копенгаген, Дания     | Норвегия   | 8:0  | 8:0       | Товарищеский матч                  |
| 28 | 7 октября 1917   | Копенгаген, Дания     | Норвегия   | 7:0  | 12:0      | Товарищеский матч                  |
| 29 | 7 октября 1917   | Копенгаген, Дания     | Норвегия   | 8:0  | 12:0      | Товарищеский матч                  |
| 30 | 7 октября 1917   | Копенгаген, Дания     | Норвегия   | 9:0  | 12:0      | Товарищеский матч                  |
| 31 | 7 октября 1917   | Копенгаген, Дания     | Норвегия   | 10:0 | 12:0      | Товарищеский матч                  |
| 32 | 7 октября 1917   | Копенгаген, Дания     | Норвегия   | 11:0 | 12:0      | Товарищеский матч                  |
| 33 | 6 октября 1918   | Копенгаген, Дания     | Норвегия   | 4:0  | 4:0       | Товарищеский матч                  |
| 34 | 5 июня 1919      | Копенгаген, Дания     | Швеция     | 1:0  | 3:0       | Товарищеский матч                  |
| 35 | 5 июня 1919      | Копенгаген, Дания     | Швеция     | 3:0  | 3:0       | Товарищеский матч                  |
| 36 | 12 июня 1919     | Копенгаген, Дания     | Норвегия   | 1:1  | 5:1       | Товарищеский матч                  |
| 37 | 12 июня 1919     | Копенгаген, Дания     | Норвегия   | 4:1  | 5:1       | Товарищеский матч                  |
| 38 | 12 июня 1919     | Копенгаген, Дания     | Норвегия   | 5:1  | 5:1       | Товарищеский матч                  |
| 39 | 21 сентября 1919 | Осло, Норвегия        | Норвегия   | 1:1  | 3:2       | Товарищеский матч                  |
| 40 | 21 сентября 1919 | Осло, Норвегия        | Норвегия   | 1:2  | 3:2       | Товарищеский матч                  |
| 41 | 2 октября 1921   | Копенгаген, Дания     | Норвегия   | 1:0  | 3:1       | Товарищеский матч                  |
| 42 | 2 октября 1921   | Копенгаген, Дания     | Норвегия   | 2:0  | 3:1       | Товарищеский матч                  |
| 43 | 2 октября 1921   | Копенгаген, Дания     | Норвегия   | 3:1  | 3:1       | Товарищеский матч                  |
| 44 | 10 сентября 1922 | Фредрикстад, Норвегия | Норвегия   | 1:2  | 3:3       | Товарищеский матч                  |
| 45 | 10 сентября 1922 | Фредрикстад, Норвегия | Норвегия   | 2:3  | 3:3       | Товарищеский матч                  |
| 46 | 1 октября 1922   | Копенгаген, Дания     | Швеция     | 1:1  | 1:2       | Товарищеский матч                  |
| 47 | 14 сентября 1924 | Осло, Норвегия        | Норвегия   | 1:2  | 1:3       | Футбольный турнир Севера 1924—1928 |
| 48 | 14 сентября 1924 | Осло, Норвегия        | Норвегия   | 1:3  | 1:3       | Футбольный турнир Севера 1924—1928 |
| 49 | 5 октября 1924   | Копенгаген, Дания     | Бельгия    | 1:0  | 2:1       | Товарищеский матч                  |
| 50 | 5 октября 1924   | Копенгаген, Дания     | Бельгия    | 2:0  | 2:1       | Товарищеский матч                  |
| 51 | 14 июня 1925     | Стокгольм, Швеция     | Швеция     | 0:2  | 0:2       | Товарищеский матч                  |
| 52 | 21 июня 1925     | Копенгаген, Дания     | Норвегия   | 2:0  | 5:1       | Товарищеский матч                  |

## Достижения
- Чемпион Данииː 1913, 1914, 1917, 1918, 1922, 1925